# Chinese bosgems
De Chinese bosgems (Capricornis sumatraensis milneedwardsii) is een zoogdier uit de familie van de holhoornigen (Bovidae). De wetenschappelijke naam van de soort werd voor het eerst geldig gepubliceerd door David in 1869.
Het dier wordt 180 cm lang en de schofthoogte bedraagt 90 cm. De Chinese bosgems weegt over de 150 kg.